# محوطه قالادره سی
محوطه قالادره سی مربوط به دوران پیش از تاریخ ایران باستان است و در شهرستان خوی، بخش مرکزی، روستای قوردیک سفلی واقع شده و این اثر در تاریخ ۱۷ اسفند ۱۳۸۱ با شمارهٔ ثبت ۷۸۳۰ به‌عنوان یکی از آثار ملی ایران به ثبت رسیده است.